# Akpeteshie
El Akpeteshie o Ògógóró (Ogog') es una bebida alcohólica de fabricación casera con carácter nacional en Ghana, producida mediante la destilación de vino de palma o caña de azúcar. En Nigeria se le conoce como Ògógóró (Ogog'), una palabra de origen yoruba, generalmente destilada localmente a partir de la fermentación del jugo de la palmera rafia. Hoy en día, existe la idea errónea de que el Ogogoro puede ser etanol puro, pero tradicionalmente, tenía que provenir de la palmera y luego ser destilado de esta fuente.
Es popular en toda África occidental y tiene muchos nombres, incluidos apio, ogoglo, ogogoro ( Ogog' ), VC10, Kill Me Quick, Efie Nipa, Kele, Kumepreko, Anferewoase, Apiatiti, Home Boy, Nana Drobo, One Touch, entre otros. También se conoce como agua de Sapeli, por la región denominada Sapele en Nigeria, kparaga, kai-kai, Sun gbalaja, egun inu igo, que significa La mascarada en la botella, push-me-push-you, y/o crim-kena, sonsé que significa "¿lo haces tú?" en lengua yoruba. En el idioma igbo, lengua hablada en Nigeria, se le conoce como Akpuru achia . Otros epítetos nigerianos incluyen: Udi Ogagan, Agbagba Urhobo, así como OHMS (Our Home Made Stuff), Iced Water, Push Me, I Push You y Craze man in the bottle. El alcohol destilado ilegalmente de Ghana se conoce como akpeteshie.

## Historia
Antes de la colonización europea del territorio de lo que actualmente es Ghana, El pueblo Anlo Ewe, establecido entre Benín, Togo, Nigeria y Ghana, elaboraba un licor local conocido como "kpótomenui", que significa "algo escondido en una cerca de estera de coco".
Durante la colonización británica de lo que se conoció como la Costa de Oro británica, dicha elaboración de alcohol local fue prohibida desde principios de la década de 1930. Según una entrevista realizada en 1996 a S.S. Dotse sobre su vida bajo el dominio colonial británico: 
"Nuestro argumento era que la bebida que trajo el hombre blanco es la misma que la nuestra. El argumento de los hombres blancos era que el nuestro era demasiado fuerte. . . Antes de que llegaran los hombres blancos, usábamos akpeteshie. Pero cuando llegaron lo prohibieron, probablemente porque querían vender su propio licor. Y por eso lo estábamos llamando kpótomenui. Cuando tenías una visita a la que conocías muy bien, ordenabas que trajeran kpótomenui. Esto es akpeteshie, pero nunca se mencionó por su nombre".
El nombre "akpeteshie" se le dio a la bebida con su prohibición: la palabra proviene del idioma Ga (ape te shie, el acto de esconderse) que se habla en Acra, capital de Ghana y significa que se están escondiendo, refiriéndose a la forma secreta en que los locales se vieron obligados a consumir la bebida. A pesar de estar prohibido, la producción ilícita se hizo común, con informes de que incluso los escolares podían obtener fácilmente akpeteshie durante la década de 1930. La demanda de akpeteshie y las ganancias que se obtendrían de su venta fueron suficientes para alentar la expansión del cultivo de caña de azúcar en la región de Anlo en Ghana.
La destilación se legalizó con la descolonización y la independencia de Ghana. La primera fábrica se instaló en la Región de Volta, aprovechando la oferta de plantaciones de caña de azúcar de la zona. 

## Preparación
El Ogogoro se destila del jugo de las palmeras de rafia. Se hace una incisión en el tronco y se coloca una calabaza fuera de él para su recolección, que se recolecta uno o dos días más tarde. Después de la extracción, la savia se hierve para formar un vapor, que posteriormente se condensa y se recolecta para el consumo. Ogogoro no es etanol sintético, sino que se extrae de una fuente natural y luego se destila.

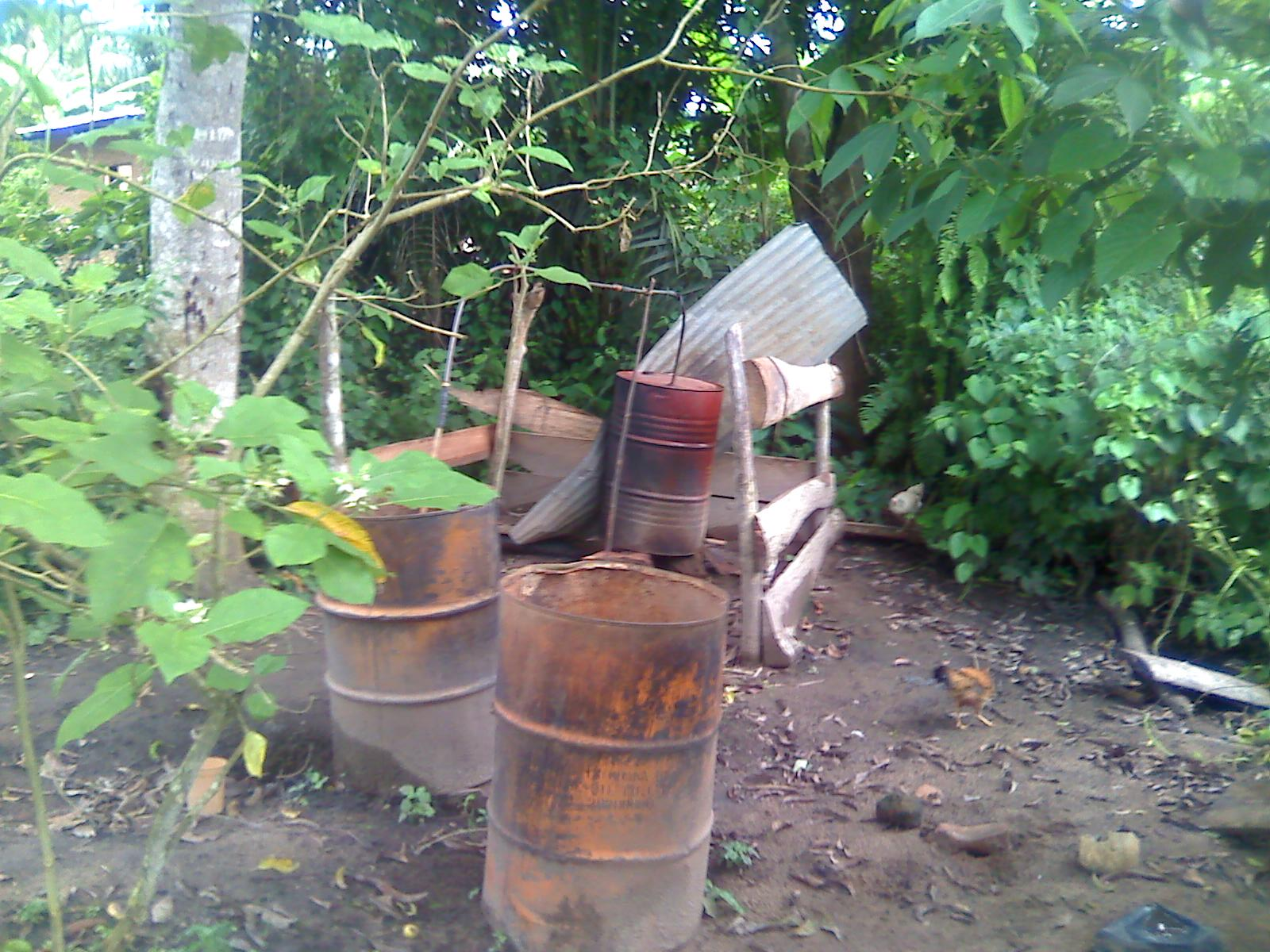
Proceso de destilación local Akpeteshie

Este líquido azucarado o vino se fermenta primero en grandes toneles, a veces con la ayuda de levaduras. Después de esta primera etapa de fermentación, se encienden fuegos debajo de las barricas para llevar el líquido a ebullición y pasar al vapor resultante a través de una tubería de cobre dentro de las barricas de enfriamiento, donde se condensa y gotea en jarras tamizadas. El jugo hervido luego se somete a un proceso de destilación. El aguardiente resultante tiene entre 40 y 50% de alcohol por volumen . 

## Envasado y consumo
El Akpeteshie no se embotella ni se sella profesionalmente, sino que se vierte en botellas usadas sin etiquetar. Se puede comprar al por mayor en botellas o por menudeo en copas dentro de boutiques y bares. Aunque no se anuncia profesionalmente, la bebida es muy popular, esto se debe en parte a su precio, que es inferior al de otras bebidas embotelladas profesionalmente o importadas y a los bajos ingresos de la población local. Su relativo bajo precio hace que sea una bebida asociada más con los pobres, pero incluso aquellos que pueden permitirse una mejor calidad en el licor, se dice que consumen el aguardiente en secreto por su gusto. 
La potencia del licor afecta en gran medida los sentidos del cuerpo, proporcionando una sensación similar a la de un golpe de gracia. Se puede ver a los bebedores experimentados acusando recibo, soplando aire o golpeándose el pecho.

## Salud
Los médicos han criticado la alta concentración de alcohol dentro de la bebida, particularmente en el daño que genera al hígado y el riesgo que conlleva su consumo al alcoholismo.

## Importancia social
El Ogogoro como bebida y producto, respectivamente, tiene una importancia cultural y económica sustancial  dentro de la nación nigeriana. Es parte esencial de numerosas ceremonias religiosas y sociales; Los sacerdotes de Burutu (Ijaw) lo vierten en el suelo como ofrendas para contactar a sus dioses, mientras que los padres de las novias nigerianas lo usan como una libación mediante la cual dan su bendición oficial a una boda.
Muchas familias nigerianas pobres elaboran la bebida en casa como un medio de subsistencia económica, muchos de los cuales también venden los tragos del licor en las esquinas de las calles de la ciudad. También se cree que la criminalización del ogogoro que ocurrió bajo el régimen colonial fue en gran parte por motivos económicos; si bien las justificaciones públicas de la ley tenían en cuenta la salud pública y las creencias cristianas con respecto al alcohol, se ha argumentado que los funcionarios coloniales también buscaban suprimir la actividad económica local que podría sacar dinero o mano de obra del sistema colonial y competir con otros productos que poseían los británicos.

## Envenenamiento
66 personas en el estado de Rivers, Nigeria, murieron en abril de 2015 debido a que consumieron Ogogoro contaminado con metanol.